# Emprisonnement à perpétuité

Pays autorisant les peines de prison à vie
Pays autorisant les peines de prison à vie pour les hommes uniquement
Pays n'autorisant pas les peines de prison à vie
Situation inconnue

L'emprisonnement à perpétuité – aussi appelé plus communément prison à vie – est une sanction pénale pour les crimes les plus graves, qui consiste théoriquement en l'incarcération définitive d'un criminel. Dans la pratique, tous les pays au monde admettent des libérations conditionnelles, mais la possibilité d'un aménagement de la peine n'est pas universelle. Un certain nombre de pays fixent une période au-delà de laquelle un condamné est éligible à certains aménagements de peine (durée comprise entre sept et cinquante ans). Cependant, d'autres pays continuent (ou décident à la suite de l'abolition de la peine de mort) d'appliquer la prison à perpétuité « à la lettre », c'est-à-dire sans possibilité de réinsertion. Il s'agit alors de perpétuité réelle ou perpétuité incompressible.
Dans la plupart des pays ayant aboli la peine de mort, la perpétuité (et en particulier la perpétuité réelle, qui s'impose de plus en plus) constitue le châtiment suprême alternatif. Peu nombreux sont les pays qui abolissent l'une et l'autre de ces deux peines.

## Perpétuité réelle pour criminels majeurs et mineurs

### Afrique du Sud
En Afrique du Sud, la perpétuité est obligatoire[réf. souhaitée] pour assassinat, viol aggravé (en série, en bande organisée, en portant sciemment le VIH, sur un mineur de moins de seize ans ou une personne handicapée) et pour certains cas de cambriolages. Pour les autres crimes, les peines minimales sont de dix, quinze ou vingt-cinq ans.
La loi sud-africaine laisse au tribunal le choix de l'incompressibilité et permet la perpétuité réelle même si l'auteur a moins de dix-huit ans, mais cela reste marginal.

### États-Unis
49 des 50 États des États-Unis (tous sauf l'Alaska) disposent de la perpétuité réelle, life without parole ou LWOP. Le Nouveau-Mexique a adopté la perpétuité réelle en 2009 à l'occasion de l'abolition de la peine de mort ; la peine maximale de prison dans cet État était jusqu'alors la perpétuité avec une incompressibilité de trente ans. Six États (la Californie, la Floride, l'Illinois, la Louisiane, le Michigan, et la Pennsylvanie) disposent chacun de plus d'un millier de condamnés à perpétuité réelle.
Aux États-Unis, la perpétuité réelle est l'un des arguments de poids des opposants à la peine de mort. Dans la majorité des États, elle s’applique à tous les cas de meurtre (le meurtre aggravé étant passible de la peine de mort) ; elle est également encourue souvent pour viol d'enfant, pour participation à un délit si un complice commet un meurtre (felony murder) et enfin pour la troisième condamnation pour un délit mineur en vertu de la « loi des trois coups » (three strikes law), sous réserve que les deux précédents délits soient « graves » ou « violents ». Une proposition de loi en 2004 obligeant que la troisième condamnation soit aussi pour des délits « violents » ou « graves » fut rejetée par les électeurs californiens. La perpétuité réelle est la peine minimale pour meurtre aggravé dans 26 États (y compris certains où la peine de mort n'existe pas).
On estime à 127 000 le nombre de condamnés à perpétuité aux États-Unis, dont 26 % (plus de 30 000) sont condamnés à perpétuité réelle. À titre de comparaison, les condamnés à mort sont près de 3 300 dans tout le pays. Plus de 7 500 personnes purgent des peines de prison à vie pour des crimes commis avant l'âge de 18 ans, dont 2 225 au moins purgent une perpétuité réelle ; 71 avaient 13 ou 14 ans au moment de leur crime. En 2010, la Cour suprême des États-Unis a jugé dans l'affaire Graham v. Florida que l'on ne pouvait pas condamner à perpétuité réelle un mineur s'il n'a pas commis d'homicide ; 111 mineurs se trouvaient dans cette situation (tentative d'homicide, etc.), dont 77 en Floride et le reste dans 10 États différents ; 2 l'avaient été pour des crimes commis à l'âge de 13 ans. 37 États plus le District de Columbia autorisaient ce type de peine. En 2012, la Cour Suprême rendit son arrêt Miller v Alabama, où elle déclara inconstitutionnelle la perpétuité réelle obligatoire pour un mineur.

### Israël
La prison à vie est la peine obligatoire pour le meurtre en Israël, sauf en cas de circonstances spéciales. Normalement, après plusieurs années de détention, la peine du condamné est réduite par le président à une période de 20 à 30 ans, laquelle peut être encore réduite d'un tiers si le condamné montre une bonne conduite en prison.

### Autres pays
La perpétuité réelle est prohibée contre les mineurs par la Convention relative aux droits de l'enfant. Les États-Unis sont le seul pays à s'être volontairement abstenu de signer cette convention, les trois autres pays à appliquer la perpétuité réelle pour les moins de dix-huit ans, la Tanzanie, Israël et l’Afrique du Sud, ne regroupant tous ensemble que 12 condamnés à perpétuité réelle mineurs, alors que les États-Unis en comptent plus de 2 200. Ces informations ont été publiées par une étude de 2002 de Amnesty International et de Human Rights Watch ; ces deux organisations luttent ardemment pour l’abolition de cette pratique.

## Perpétuité réelle pour criminels majeurs seulement

### Argentine
L'Argentine est l'un des quelques pays d'Amérique du Sud où la prison à perpétuité est légale. Cette sentence est obligatoire pour le meurtre commis par un proche de la victime, par un officier de police et quand il est aggravé d'un vol avec arme ou d'un enlèvement. Il existe deux perpétuités : si quelqu'un est condamné à la prisión perpetua ou reclusión perpetua, il peut être libéré après 35 ans de prison. La trahison est également passible de la prison à vie.

### Australie
Seuls certains États autorisent la perpétuité réelle en Australie dans les cas les plus sérieux ; c’est notamment le cas de la Nouvelle-Galles du Sud, de la Tasmanie et de Victoria. Ce dernier État dispose de neuf personnes purgeant une perpétuité réelle, qu’il réserve aux personnes âgées d’au moins vingt et un ans. Cette peine fut introduite à la suite de l’affaire Peter Dupas. En tout, 31 hommes et 7 femmes sont condamnés à la perpétuité réelle en Australie.
Les condamnés célèbres à la perpétuité réelle australienne incluent :
- Peter Dupas - Violeur et tueur en série qui aurait tué entre trois et six femmes dont il enlevait les seins du corps. Il est considéré comme un détenu modèle par l’administration pénitentiaire, paradoxalement à son comportement en liberté, et a tenté de se donner la mort[7].
- Ivan Milat - Assassina sept auto-stoppeurs, il purge sa peine dans une prison supermax d’où il clame son innocence. Sa belle-sœur, Lisa Milat, est sénatrice auprès du gouvernement fédéral australien[8].
- Martin Bryant - A tué trente-cinq personnes et blessé trente-sept autres à l’aide d’une arme à feu dans le cadre du Massacre de Port Arthur (Tasmanie). Il est considéré comme mentalement retardé mais responsable de ses actes. Cet événement a eu pour conséquence l’interdiction des pistolets et fusils semi-automatiques en Australie (gouvernement Howard)[9].
- Katherine Knight - Meurtre de son mari au moyen de 37 coups de couteau, elle décapita le corps par la suite. Knight avait déjà de graves antécédents concernant les violences conjugales. En appel, le juge qui a écrit le jugement déclara : « Il s'agit d'un crime effroyable, presque inimaginable dans une société civilisée ».

### Congo
Au Congo, la perpétuité est réservée aux crimes extrêmement graves comme crime de guerre, génocide et crime contre l'humanité. Sinon, la peine maximale est de trente ans de prison.

### Corée du Sud
En Corée du Sud, la perpétuité est la peine qui est juste en dessous de la peine de mort, qui est toujours maintenue.

### Cuba
À Cuba, pays où la peine de mort est toujours maintenue, la perpétuité existe aussi, les peines en dessous sont de 30, 25 ou 20 ans de prison.

### Estonie
En Estonie, la prison à vie correspond à l'emprisonnement jusqu'à la mort. Le président peut théoriquement accorder sa clémence ; cependant, cela n'est jamais arrivé.

### Haïti
En Haïti, la peine maximale est les travaux forcés à perpétuité.

### Hongrie
Pour être condamné à perpétuité en Hongrie, il faut avoir au moins vingt ans. Le tribunal peut décider d'accorder ou non la possibilité future de libération conditionnelle.

### Islande
En Islande, la perpétuité est sans libération conditionnelle ; toutefois, elle n'a jamais été appliquée.

### Kenya
Au Kenya, la perpétuité signifie sans possibilité de libération possible.

### Malaisie
La Malaisie admet deux sortes de condamnations à la prison à vie : la « perpétuité relative » et la « perpétuité réelle » (« imprisonment for life » and « imprisonment for natural life »). La différence entre ces deux sentences est considérable. La première admet une période de sûreté de vingt ans pouvant être réduite à quatorze ans pour bonne conduite, la seconde consiste en l’emprisonnement jusqu’à la mort du condamné comme l’explicite assez bien son appellation anglaise. Il s’agit principalement d’une alternative à la peine capitale, toujours en vigueur dans ce pays.
Pour les mineurs coupables d’un crime capital, la loi prévoit le remplacement en « détention à durée indéterminée » (« at the pleasure of the King »). Cette mesure, qui avait été jugée anticonstitutionnelle par une juridiction locale, a finalement été rétablie par la Cour suprême.

### Maroc
Au Maroc, la réclusion criminelle à perpétuité incompressible est prévue pour meurtre (le meurtre aggravé étant puni de mort).

### Mauritanie
En Mauritanie, la perpétuité est en dessous de la peine de mort, qui est toujours maintenue, de même que les travaux forcés.

### Pays-Bas
Il n’existe pas aux Pays-Bas de perpétuité avec possibilité de libération conditionnelle ou de quelconque aménagement de peine. Il n’existe que la « prison à vie » (Levenslange Gevangenisstraf) qui est appliquée à la lettre depuis l’abolition de la peine capitale en 1878. 91 individus furent sujets à cette sanction pénale depuis 1945, dont quarante et un n’étaient pas des criminels de guerre. Deux furent libérés par décret royal et moururent quelques mois après, étant en phase terminale d’un cancer. Depuis 2006, la plus longue peine avant la prison à vie est de trente ans (elle était de vingt ans auparavant), mais il est depuis longtemps possible d'imposer une rétention de sûreté avec des soins sous la contrainte.
Les condamnations à la prison à vie ont par ailleurs tendance à tripler ces dernières décennies[pas clair], même si elles ne sont en principe appliquées que pour les tueurs de masse, les tueurs en série, les terroristes ou encore les récidivistes. L’un des condamnés les plus médiatiques fut le terroriste islamiste maroco-néerlandais, Mohammed Bouyeri, pour l’assassinat du cinéaste Theo van Gogh (et la tentative de meurtre de huit policiers) ; il est le 28e à subir ce châtiment depuis 1945, en excluant les criminels de guerre. Le président du tribunal avait alors commenté : « L’accusé a juré lors du procès qu’il referait la même chose s’il était libéré, il rejette notre démocratie. Il n’y a donc qu’une seule peine adaptée à ce crime, la prison à vie ».

### Royaume-Uni
La perpétuité au Royaume-Uni est très souvent utilisée (elle est automatique pour tout cas de meurtre et les crimes sexuels en récidive). Malgré l'utilisation fréquente d'une peine à perpétuité, la grande majorité (plus de 95%) sont finalement libérés. Elle inclut un tariff, c’est-à-dire une période de sûreté — qui ne peut être réduite — durant laquelle seules des raisons de santé absolues peuvent entraîner une libération ; au-delà de cette période, le condamné ne peut être libéré qu’après que le bureau des libérations conditionnelles a considéré qu’il n’est plus un danger pour la population. Jusqu’en 2002, le tariff était imposé par le ministre de l’Intérieur (The Home Secretary), le juge ne faisant que donner une recommandation (les conservateurs comme les travaillistes imposaient des whole life tariff). La Cour européenne des droits de l’homme, saisie par le criminel Anthony Anderson, a considéré cette pratique comme contraire au principe de séparation des pouvoirs, donnant ainsi au juge le pouvoir de décider du tariff.
Depuis 1983, sur l’initiative de Margaret Thatcher, certains criminels d’au moins vingt-et-un ans au moment de leur crime peuvent faire l’objet d’un whole life tariff, c’est-à-dire d’une peine de prison à perpétuité réelle ; cette décision spéciale étant une mesure de sûreté et non une peine, elle est rétroactive et fut appliquée à des condamnations antérieures. Actuellement, une cinquantaine de personnes purgeraient un whole life tariff au Royaume-Uni à la suite de la révélation d’autres noms par le Times.
Les condamnés au whole life tariff ne peuvent obtenir une libération que sous ordre du ministre de la justice, soit après vingt-cinq ans pour cause de progrès exceptionnels en prison (jamais accordée), soit pour cause de santé ou de fin de vie (un seul l'a obtenue, Reginald Kray, qui est mort d’un cancer cinq semaines après). Ce droit du Home Secretary est comparable à la grâce présidentielle en France. Aucune condamnation au whole life tariff n’a été prononcée en 2001, 2002 et 2003, ni en 1997 et 1998 (le ministre de l'époque préférait les tariffs de 50 ans). Une seule est intervenue pour chaque année 1999 et 2000, trois en 2004 et 2007, cinq en 2006 et enfin six en 2005, si l’on en croit un rapport parlementaire. En 2002, la Chambre des lords dut se pencher sur chaque condamnation, de façon à contrecarrer les décisions déclarées illégales des ministres de l’Intérieur successifs.
La loi fixe le point repère du tariff selon la gravité du meurtre. Les magistrats conservent toutefois une entière autonomie : ils peuvent en effet élever comme baisser leurs tariff en se basant sur une liste de circonstances aggravantes et atténuantes elles aussi établies par la loi. Mark Goldstraw fut condamné à un tariff de trente-cinq ans pour un quadruple meurtre dont celui de trois mineurs, un crime qui méritait selon le gouvernement un whole life tariff. David Bieber, qui tua un policier durant une fusillade et en blessa deux autres, fut condamné au whole life tariff dans une affaire où le point repère n'était que 30 ans de tariff. Les cours d'appels ont toutefois tendance à plus se rapprocher des suggestions gouvernementales. Malgré la condamnation du whole life tariff par la Cour européenne des droits de l'homme, les hommes politiques et les juridictions anglaises résistent et continuent de les appliquer (comme sur la question du droit de vote des prisonniers).
Les crimes où le whole life tariff est le « point repère » sont le meurtre :
- d'au moins deux personnes sujets à :
  - un degré de préméditation substantielle ;
  - un enlèvement ou de la séquestration ;
  - des fins sexuelles ou sadiques ;
- d'un enfant sujet à un enlèvement, de la séquestration, des fins sexuelles ou sadiques ;
- en vue de faire avancer une cause idéologique, politique ou religieuse ;
- par une personne déjà définitivement condamnée pour meurtre.

Les crimes où trente ans de tariff est le « point repère » sont le meurtre :
- d'un agent de police ou pénitentiaire dans l'exercice de ses fonctions ;
- avec arme à feu ou un explosif ;
- à des fins pécuniaires (ce qui inclut le meurtre durant un cambriolage et le paiement d'une personne qui a commis un assassinat en échange) ;
- en vue d'obstruer ou d'interférer à l'exercice de la Justice ;
- à des fins sexuelles ou sadiques ;
- de plus d'une personne ;
- au motif de la race, de la religion ou de l'orientation sexuelle.

Pour les meurtres n'étant pas commis dans ces circonstances, le point repère est de 15 ans. Pour tout meurtre commis par un mineur, le point repère est de 12 ans.
Les circonstances aggravantes sont :
- un degré significatif de préméditation ;
- une victime particulièrement vulnérable à cause de son âge ou d'une infirmité ;
- les souffrances physiques ou mentales infligées à la victime avant sa mort ;
- l'abus d'une position de force ;
- l'usage de violences ou de menaces sur une personne pour faciliter le meurtre ;
- le fait que la victime était un fonctionnaire dans l'exercice de ses fonctions ;
- la dissimulation, la destruction ou le démembrement du corps de la victime.

Les circonstances atténuantes sont :
- une intention initiale de blesser avant celle de tuer ;
- un manque de préméditation ;
- une maladie ou un désordre mental ;
- la provocation du meurtrier (par exemple, par un stress prolongé) sans que celui-ci puisse en faire sa défense ;
- une extension abusive de la légitime défense ;
- la conviction du meurtrier qu'il a commis un acte de pitié ;
- l'âge du criminel.

### Serbie
En Serbie, la peine maximale d'emprisonnement est de 40 ans. Sauf dans certains cas considérés comme Crimes contre la Vie, la peine maximale d'emprisonnement est la perpétuité irrévocable (incompressible sans aucune remise de peine), pour les coupables de viol suivi de meurtre, pour les crimes graves commis contre des enfants (meurtre, torture, pédophilie) ou des femmes enceintes,.

### Tunisie
En Tunisie, pays où la peine de mort est suspendue depuis 1991 (mais légale), la plupart des condamnés voient leur peine commuée en prison à vie. L'emprisonnement à perpétuité existe selon l'article 5 du code pénal.

### Turquie
La Turquie a officiellement aboli la peine de mort en 2002, mais la dernière exécution datait de 1984. La prison à vie s’était donc déjà imposée comme la peine maximale de fait. Il y a une différence entre la perpétuité (life imprisonnment) et la perpétuité draconienne (heavy ou strict life imprisonment). La seconde s'effectue dans des conditions de sécurité intransigeantes et n'inclut pas la possibilité de libération conditionnelle,.

### Zambie
En Zambie, avant l'abolition de la peine de mort en décembre 2022, la plupart des condamnés voient leur peine commuée en prison à vie .

## Perpétuité avec période incompressible importante

### Albanie
En Albanie, la prison à vie n'est applicable qu'aux hommes âgés d'au moins dix-huit ans au moment de leur crime. Le condamné à perpétuité est privé de son droit à la liberté conditionnelle, sauf si des circonstances extraordinaires le justifient au bout de vingt-cinq ans « lorsque le condamné a fait preuve d'un excellent comportement et que le but éducatif de sa sentence a été achevé ».

### Arménie
En Arménie, les condamnés à perpétuité sont libérables au bout de vingt ans. Les femmes enceintes au moment du procès ne peuvent être condamnées à perpétuité.

### Biélorussie
Il n y a pas de peine maximale en Biélorussie mais les condamnés à perpétuité doivent avoir purgé au moins 25 ans de leur peine avant d'être éligibles à une libération.[réf. souhaitée]

### Birmanie
En Birmanie, la perpétuité est synonyme de 20 ans de prison.[réf. souhaitée]

### Canada
Au Canada, toute personne reconnue coupable de meurtre est condamnée à perpétuité, avec une période de sûreté de 25 ans pour meurtre au premier degré et incluse entre 10 et 25 ans pour meurtre au second degré (déterminée par le juge). La Commission des Libérations conditionnelles du Canada (CLCC), qui ne se compose pas de magistrats mais de fonctionnaires, autorise un aménagement de peine s'il estime que le détenu ne représente plus un danger pour la société. La loi comprend une clause « lueur d'espoir » (Faint hope clause) de ramener la période d’incompressibilité jusqu'à 15 ans à l'unanimité d’un jury de 12 personnes spécialement composé à l'initiative du président de la cour d'appel locale si des preuves de réhabilitation sont manifestes. La loi lueur d'espoir n’est pas applicable aux personnes qui ont commis plus d’un homicide volontaire dont un au moins après le 9 décembre 1997 et son application est considérée comme très rare.
À l’initiative du gouvernement conservateur de Stephen Harper, une « peine à durée indéterminée » (ni maximum, ni minimum) fut instaurée en 2006 pour certains cas relativement rares où un tribunal aurait estimé son application nécessaire contre un individu jugé « continuellement dangereux ». Ce type de détenu est affublé du titre « délinquant dangereux » et dès lors, une libération conditionnelle d’un tel prisonnier est examinée initialement après sept ans du début de la peine, puis à tous les deux ans. Des centaines de personnes sont actuellement sujettes à ce régime. Le gouvernement conservateur, qui était déjà à l'origine de la restriction de la loi lueur d'espoir en 1997, a annoncé qu'il avait fermement l'intention de supprimer tout simplement cette clause.
Jusqu'en 2009, le temps de détention préventif (le temps entre l'arrestation et le prononcé de la sentence) comptait en double étant donné les mauvaises conditions d'incarcération. Cette pratique a été abandonnée car beaucoup de criminels tentaient par tous les moyens de faire durer le procès, afin de réduire leur peine de moitié, ce qui engorgeait l'appareil judiciaire et coûtait des sommes astronomiques. De plus, en 2016, un arrêt de la Cour suprême du Canada, connu sous le nom d'« arrêt Jordan », a fixé un maximum de 18 mois entre le début et la fin d'un procès pour les cours provinciales et de 30 mois pour les cours supérieures. En effet, la cour considère que des durées au-delà de ces plafonds constituent des délais déraisonnables ; ce qui contrevient au droit de « tout inculpé [...] d'être jugé dans un délai raisonnable » garanti par la Charte canadienne des droits et libertés.
Des exemples notables de condamnés déclarés « délinquant dangereux » incluent :
- Paul Bernardo alias « Kent » - Tue et viole trois jeunes femmes, la première fois à l’âge de 14 ans et les fois suivantes, assisté de sa femme Karla Homolka, qui le dénonça contre une réduction de peine. Un avocat des victimes affirmant qu’il ne bénéficiera d’aucune libération si ce n’est « dans une caisse de bois »[28].
- William Chandler Shrubsall - Violeur en série psychopathe, s’est attaqué à un jeune homme atteint de schizophrénie[29].

### Chili
Au Chili, la réclusion criminelle à perpétuité s'est substituée à la peine de mort (qui est maintenue pour certaines infractions commises en temps de guerre). Le condamné ne peut obtenir une libération conditionnelle qu'une seule fois, à l'issue de quarante ans de prison.

### Émirats arabes unis
Aux Émirats arabes unis, la perpétuité équivaut à 25 ans de prison.[réf. souhaitée]

### France
De nombreux crimes sont punis en France de la réclusion criminelle à perpétuité, dont les meurtres aggravés, la séquestration avec torture, les vols violents ayant entraîné la mort, la direction de trafic de stupéfiants (voir liste des crimes passible de la réclusion criminelle à perpétuité). Toutefois, cette peine peut éventuellement être aménagée après l'expiration de la période de sûreté prononcée lors du jugement sur décision d'un juge de l'application des peines. Dans le cas de condamnation à la réclusion criminelle à perpétuité, la durée de la période de sûreté est de 18 ans. Toutefois, la Cour d'assises peut décider, par décision spéciale, soit de porter la période de sûreté jusqu'à 22 ans, soit de réduire la durée de la période de sûreté. La période de sûreté peut aussi être portée à 30 ans par décision spéciale de la Cour d'assises pour certains crimes, et peut être illimitée dans le cas des quatre crimes passibles de la perpétuité incompressible.
La condamnation à perpétuité concernait 479 condamnés en 2020 et moins de 10 femmes en 2018.

### Géorgie
En Géorgie, la perpétuité signifie 40 ans de prison ; toutefois, une libération anticipée est possible après 25 ans de détention.[réf. souhaitée]

### Grèce
En Grèce, les condamnés à perpétuité sont éligibles pour une libération conditionnelle après 20 ou 16 années, selon que le détenu purge une ou plusieurs condamnations à perpétuité. La peine maximale en dessous de la perpétuité est de 25 ans avec 15 de sûreté, les peines à temps sont cumulables sans monter au-dessus de ce terme.[réf. souhaitée]

### Inde
Jusqu'alors, la perpétuité dans le deuxième pays le plus peuplé d’Asie était interprétée comme une peine simplement longue dont la fin devait intervenir à un moment donné (au bout de 14 à 20 ans comme en Malaisie). La Cour suprême de l'Inde a finalement jugé en 2005 que l’emprisonnement à vie signifiait que le détenu restait en prison jusqu’à ce que le pouvoir exécutif (le gouvernement) ne décide de le libérer, éventuellement jamais (affaire Jahid Hussain contre État du Bengale-Occidental).
Shibu Soren, défenseur de la cause des aborigènes et originaire de l’État du Jharkhand, jugé coupable de l’enlèvement et du meurtre de son secrétaire particulier en 1994, a été sujet à cette peine en 2006.
La prison à vie est la peine minimale pour tout meurtrier, et une personne purgeant une peine de prison à vie qui commet un homicide volontaire doit obligatoirement être condamnée à mort.

### Italie
En Italie, les condamnés à perpétuité font tous uniformément l’objet d’une période de sûreté de 26 ans, qui peut être réduite au plus bas à 21 ans pour bonne conduite. À l’expiration de cette période, ils peuvent être libérés sur parole (ce qui serait assez difficile[réf. nécessaire]) et peuvent obtenir une permission de sortie au bout de 10 ans (8 ans si bonne conduite). Les terroristes et les mafieux qui refusent de collaborer avec la justice ne sont éligibles pour aucun aménagement de peine de quelque nature que ce soit. Les condamnés qui purgent plus d’une perpétuité doivent passer 6 à 36 mois à l’isolement. L’âge minimum pour la perpétuité a été fixé à 18 ans par la Cour constitutionnelle Italienne.
Un mouvement de grève de la faim a commencé le 1er décembre 2007 pour exiger l’abolition de la peine de réclusion à perpétuité,. Sur 1 294 condamnés à perpétuité, 755 ont décidé d’y participer ainsi que 8 400 prisonniers, parents et sympathisants ; certains ont choisi de faire cette grève de la faim par rotations hebdomadaires mais une quarantaine d’entre eux ont d’ores et déjà annoncé leur intention de la poursuivre jusqu’au bout. D’autres ont décidé d’exprimer leur solidarité par des moyens différents, les principaux adhérents à ce mouvement se sont inscrits sous le collectif du 31/12/9999 (date de fin de peine obligatoire inscrite sur les certificats de détention des condamnés à perpétuité).

### Japon (de fait)
Le Japon permet théoriquement une libération à partir de 10 ans de détention. Dans la pratique, les prisonniers ne sont libérés en moyenne qu'après 31 ans. Le Japon conserve également la peine de mort, qu'il applique en pratique aux coupables de meurtres multiples avec circonstances aggravantes. Appliquant la stratégie abolitionniste issue des États-Unis, des parlementaires ont réclamé l'institution d'une perpétuité réelle dans l'objectif d'obtenir ainsi une réduction des condamnations à mort. Le ministre de la Justice et le barreau se sont opposés à cette proposition, rappelant qu'il serait périlleux voire inhumain de conserver des gens en prison jusqu'à leur mort, et qu'il est déjà très difficile d'être libéré pour un condamné à perpétuité japonais. Des libérations sont traditionnellement accordées à l’occasion de la mort de l’empereur du Japon. En 2007, l'on estimait à 1 700 le nombre de condamnés à perpétuité dans ce pays.

### Kazakhstan
Au Kazakhstan, la peine de mort peut être remplacée par la prison à perpétuité ou par 25 ans d'emprisonnement sous la loi du pardon.[réf. souhaitée]

### Kirghizistan
Au Kirghizistan, les condamnations à perpétuité peuvent être substituées à 30 ans de prison.[réf. souhaitée]

### Lituanie
En Lituanie, les condamnés à perpétuité sont éligibles pour la libération conditionnelle après 25 ans de prison.[réf. souhaitée]

### Nouvelle-Zélande
En Nouvelle-Zélande, la perpétuité constitue une peine automatique pour meurtre ou trahison et facultative pour trafic de stupéfiants et crimes ayant entraîné la mort. À la base, la période de sûreté n’est que de 10 ans, ou de 17 ans pour les crimes particulièrement violents, mais le magistrat a le droit d’imposer une période de sûreté plus élevée si les circonstances de l’infraction et la personnalité de son auteur le justifient. William Dwane Bell a été condamné en 2006 à une période de 33 ans (réduite à 30 en appel) pour un triple meurtre haineux.
Pour les récidivistes de crimes non-éligibles pour la perpétuité la loi néo-zélandaise préconise aussi l’usage de la rétention de sûreté.[réf. souhaitée]

### Ouganda
Selon la loi des prisons de l'Ouganda, la perpétuité comporte une période de sûreté de 20 ans maximum.[réf. souhaitée]

### Ouzbékistan
En Ouzbékistan, les condamnés à perpétuité peuvent être libérés après 25 ans de prison. Pour les condamnés purgeant une condamnation de longue durée (ne pouvant excéder 25 ans) l'appel est possible au bout de 20 ans.[réf. souhaitée]

### Philippines
Aux Philippines, deux peines au caractère perpétuel existent aux Philippines. La reclusión perpetua est la nouvelle peine inventée pour remplacer la peine de mort dans le nouveau code pénal. Il s'agit d'une peine de 40 ans avec la possibilité de libération conditionnelle au bout de 30 ans. La peine capitale a été abolie en 2006, elle était obligatoire pour de nombreux crimes. La prison à vie est la peine qui existait auparavant, elle permet une libération sans délai. Elle existe toujours pour les crimes commis avant l'adoption du nouveau code pénal et les crimes prévus dans d'autres codes.[réf. souhaitée]

### Pérou
Au Pérou, la peine maximale est la perpétuité avec une période de sûreté de 35 ans.[réf. souhaitée]

### Pologne
La Pologne impose un temps d’épreuve uniforme aux condamnés à perpétuité de 25 ans. Les magistrats peuvent toutefois en imposer un plus élevé s'ils estiment que les circonstances l’exigent. Le temps d’épreuve le plus élevé à avoir été imposé à ce jour[Quand ?] est de 50 ans pour le tueur en série Krzysztof Gawlik.

### Roumanie
L’incompressibilité de toute perpétuité en Roumanie est de 20 ans, passés lesquels une libération est possible. Il faut avoir 18 ans pour être condamné à perpétuité.

### Russie
La perpétuité a été introduite en Russie en 1996. À savoir que la Russie fait actuellement[Quand ?] l’objet d’un moratoire sur la peine capitale : les tribunaux prononcent des condamnations à mort symboliques[réf. souhaitée] dont ils savent qu’elles seront commuées sur-le-champ en perpétuité. La période d’incompressibilité est de 25 ans, passé cette période le prisonnier est éligible pour la libération sous réserve les 3 années précédentes de ne pas avoir commis de sérieuse infraction et de ne pas avoir émis une autre demande qui fut rejetée. Le tribunal peut ordonner la remise en détention d’un condamné libéré et l’astreindre à de très sérieuses restrictions.
Alexandre Pitchouchkine, dit « le tueur de l’échiquier », est probablement le plus célèbre des condamnés à perpétuité russes, il a tué 64 personnes.

### Rwanda
Le Rwanda a aboli la peine de mort en 2007, la remplaçant par une peine perpétuelle, sans possibilité de libération avant vingt ans, et après cette période c'est la grâce présidentielle qui peut abolir cette sanction qui s'effectue à l'isolement non-révisable. Cette peine est encourue pour une fourchette de crimes allant du génocide au viol d'enfant soit commis par l'adulte qui en a la charge, soit ayant entraîné la mort ou une maladie incurable.

### Slovaquie
En Slovaquie, la réclusion criminelle à perpétuité est assortie d'une période de sûreté de 25 ans.[réf. souhaitée]

### Slovénie
Comme en Slovaquie, la Slovénie assortit la perpétuité d'une période de sûreté de 25 ans.[réf. souhaitée]

### Taïwan
L’incompressibilité de toute perpétuité à Taïwan est de 25 ans, passés lesquels une libération est possible.

### République tchèque
En République tchèque, la période de sûreté serait de vingt ans pour les condamnés à la prison à vie[réf. nécessaire]. En 1990, la peine de mort est abolie en République tchèque. En 2004, un total de 34 détenus ont été condamnés à la prison à perpétuité.

### Tadjikistan
Au Tadjikistan, la perpétuité peut être remplacée par une peine de 25 ans de prison.[réf. souhaitée]

## Perpétuité avec période incompressible courte

### Allemagne
L’incompressibilité de toute perpétuité en Allemagne est de 15 ans, après lesquels une libération est possible. Cependant, même si les 15 ans ont expiré, le seul fait que le condamné ne soit plus un danger pour la société ne lui garantit pas la libération. Le tribunal d'application des peines peut la refuser s'il estime cela justifié par « la particulière gravité du crime ». Plutôt que de laisser au tribunal ayant condamné l'accusé le soin de fixer une période de sûreté plus longue, c'est donc au tribunal d'application des peines, avec le recul, qu'il convient de déterminer si l'accusé mérite moralement de réintégrer la société.
La perpétuité n’est applicable qu’aux majeurs. Entre 18 et 21 ans (au lieu de 16 à 18 ans comme en France), les tribunaux sont amenés à statuer sur l’excuse de minorité, les criminels jugés « mineurs » ne peuvent pas se voir infliger plus de 10 ans de prison compressibles. La perpétuité est obligatoire pour assassinat (Mord), étant défini par § 211 alinéa 2 du code pénal allemand comme le fait de : « [t]uer quelqu'un à des fins sexuelles, pécuniaires ou autres, traîtreusement ou cruellement ou avec des moyens dangereux pour le public ou en vue de commettre un autre crime ou de le couvrir ». En somme, la définition de l'assassinat en Allemagne est similaire à celle du meurtre aggravé dans les autres pays. Dans l'autre cas d'homicide volontaire du droit allemand, le meurtre (Totschlag), la condamnation à perpétuité est laissée à la discrétion du tribunal (§ 212 alinéa 2 du code pénal allemand).

### Autriche
En Autriche, les tribunaux de différents degrés peuvent accorder des libérations aux condamnés à perpétuité après qu’ils ont purgé 15 années de leur sentence sous réserve de s’assurer que le criminel ne récidivera pas. Il est aussi possible d’obtenir la grâce présidentielle avec le contreseing du garde des Sceaux. Il faut avoir 21 ans pour être condamné à perpétuité.

### Belgique
Les condamnés à perpétuité en Belgique sont théoriquement admissibles à une libération conditionnelle après 15 ans d'emprisonnement (porté à 23 ans en cas d'état de récidive). C'est le tribunal de l'application des peines (TAP) qui statue à ce sujet. Le condamné peut en outre avoir été, lors du verdict, mis à la disposition du tribunal de l'application des peines pour une période allant de 5 à 15 ans. Cela permettait à l'exécutif de prolonger une détention dans de cas graves. Depuis 2007, c'est le TAP qui statue désormais sur cette mise à disposition.

### République populaire de Chine (de fait)
Les condamnés à perpétuité en Chine peuvent théoriquement obtenir une libération conditionnelle passé 10 ans, cependant la loi prévoit que les meurtriers, les récidivistes et les auteurs de crimes violents ne puissent pas être libérés. Dans la pratique ils obtiennent une commutation le plus souvent en moins de 14 ans, la peine de mort jouant déjà le rôle de mise à l'écart définitif de la société. La Chine est le seul pays au monde à disposer de la « peine de mort avec sursis », le condamné est placé en détention et son comportement durant les deux premières années détermine si sa peine de mort sera commuée en perpétuité ou si elle sera mise à exécution.
Des exemples de condamnés à perpétuité chinois notables incluent :
- Chen Hui - A été condamné à perpétuité pour avoir créé un site pornographique, ce que prohibe la loi chinoise[49].
- Lu Weigang - Représentant juridique de la société de transport Luyutong de Pékin, a fabriqué de fausses factures pour une valeur de 169 millions de yuans (24 millions de dollars) de mars à juillet 2004. Son entreprise a ainsi échappé à 2,5 millions de yuans d’impôts, selon la Cour intermédiaire N 2 de Pékin qui l’a condamné en avril 2008[50].

### Chypre
À Chypre, une libération est possible après 12 ans de prison.

### Danemark
Le Danemark offre la possibilité d’obtenir une libération après 12 ans en prison. Comme en Irlande, c’est le ministre de la Justice qui est autorisé à accéder à cette demande. Son obtention entraîne une période de suivi socio-judiciaire de 5 ans après la libération. Pour un crime non-passible de la perpétuité commis par une personne jugée dangereuse il est possible de requérir la rétention de sûreté, ces détenus sont libérés en moyenne passé 9 ans et font également l’objet d’un suivi socio-judiciaire de 5 ans.
Palle Sørensen est à ce jour[Quand ?] le seul prisonnier à avoir été incarcéré plus de 16 ans, en l’occurrence 33 ans pour le meurtre de quatre policiers.

### Finlande
Auparavant, seul le président de la République de Finlande disposait de la possibilité de faire grâce de la prison à vie. Depuis le 1er novembre 2006, seule la Cour d’appel d'Helsinki dispose du droit de grâce. Le premier examen d’une demande de libération sur parole a lieu après 12 années de détention (10 années si le détenu avait moins de 21 ans au moment de son crime) ou 15 années pour les multiples crimes. Si elle est refusée, elle est réexaminée tous les 2 ans. Si elle est acceptée, le condamné fait l’objet de 3 ans de suivi socio-judiciaire. Selon la loi finlandaise, toute personne de 18 ans au moins qui commet un meurtre est condamnée automatiquement à perpétuité.

### Irlande
En Irlande, le pouvoir d’accorder une libération à un condamné appartient seul au ministre de la Justice de cet État ; un bureau national des libérations fait toutefois une recommandation au ministre à laquelle ce dernier doit se montrer particulièrement attentif. Le ministre commence à examiner l’éventualité d’une libération passé 7 ans, et plus régulièrement après ces 7 années à chaque fois sous la recommandation du bureau. Cette pratique devrait être modifiée car Amnesty International la considère comme contraire à la séparation des pouvoirs et la Convention européenne des droits de l'homme. Elle n’a pourtant pas provoqué l’effet craint : un temps d’emprisonnement long pour satisfaire la population. En effet, les condamnés à perpétuité sont libérés en moyenne après 12 ans de prison. Certains condamnés particulièrement dangereux, notamment des psychopathes ont toutefois déjà passé plus de 30 ans en prison ; cela reste exceptionnel.

### Liechtenstein
Au Liechtenstein, la perpétuité comprend une période de sûreté de 15 ans.

### Luxembourg
Au Luxembourg, la réclusion criminelle à perpétuité comprend 15 ans de sûreté.

### Monaco
À Monaco, la perpétuité comprend 15 ans de sûreté.

### Qatar
Selon l'avocat Néjib al-Naïmi, ancien ministre de la justice du Qatar, « la perpétuité ne s'applique qu'en cas de tentative de coup d'État ». « L'incitation contre le régime », est une tentative de coup d'État, selon une jurisprudence de 2012. Selon Isabelle Mariongu, dont le mari a été condamné pour banqueroute en affaire avec un cousin du prince, l'emprisonnement est de facto à durée « indéterminée », le prince ayant la faculté de libérer n'importe quel condamné. Comme en France, la grâce ne concerne que la peine et le condamné peut être expulsé ou interdit de sortie du territoire.

### Suède
En Suède, pour les criminels d’au moins 21 ans, la perpétuité permet le droit à la libération conditionnelle dès que 10 ans de cette peine ont été purgés. Avant 1991, il était rare de faire plus de 15 années en détention, mais la moyenne est désormais passée à 20-22 ans à la suite d'un renforcement de l’arsenal législatif. Pour les criminels les plus dangereux, l’on constate des durées d’incarcération de 25 à 32 ans. En 2008, il y avait 170 condamnés à perpétuité (dont 4 femmes) dans ce pays, tous condamnés pour meurtre ou conspiration de meurtre.
Leif Axmyr est le Suédois ayant passé le plus longtemps en prison (25 ans), pour avoir tué le beau-fils et la belle-fille du ministre des Finances.

### Suisse
Le code pénal suisse (CP) prévoit la peine privative de liberté à vie (art. 40 al. 2 CP).
Elle est encourue pour les infractions suivantes :
- en cas d'assassinat (homicide qualifié) (art. 112 CP)
- dans les cas particulièrement graves de prise d'otage (art. 185 ch. 3 CP)
- en cas de génocide (art. 264 CP)
- en cas d'actes particulièrement graves de crime contre l'humanité (art. 264a CP) ou de crime de guerre (art. 264c-h CP)
- dans les cas particulièrement graves d'atteinte à l'indépendance de la Confédération (art. 266 ch. 2 CP).

En cas de peine privative de liberté à vie, la libération conditionnelle est possible après 15 ans (art. 86 al. 5 CP) si le comportement du détenu ne s'y oppose pas et s’il n’y a pas lieu de craindre qu’il ne commette de nouveaux crimes ou de nouveaux délits (art. 86 al. 1 CP). En présence de conditions extraordinaires, la libération conditionnelle est possible après 10 ans (art. 86 al. 5 CP). L'examen de la liberté conditionnelle se fait d'office : le détenu n'a pas à la requérir. Après le premier refus, la libération conditionnelle est réexaminée tous les ans. La peine privative de liberté à vie peut être réelle si le juge de l'exécution des peines estime le risque de récidive fondé.
Cependant, sur la base de l'article 123a de la constitution fédérale, le code pénal prévoit l'internement à vie du délinquant pour les cas suivants : assassinat, meurtre, lésion corporelle grave, viol, brigandage, contrainte sexuelle, séquestration, enlèvement, prise d’otage, traite d’êtres humains, génocide, infraction contre le droit des gens en cas de conflit armé si l'auteur a voulu porter une atteinte particulièrement grave à l'intégrité physique, psychique ou sexuelle d'autrui, qu'il existe une haute probabilité de récidive et que l'auteur est qualifié de « durablement non amendable » par deux psychiatres indépendants du cas (art 64 al. 1bis CP). Cet article est issu de l'initiative populaire « internement à vie pour les délinquants sexuels ou violents jugés très dangereux et non amendables », qui a été adoptée le 8 février 2004 par le peuple et les cantons. L'utilité de cette mesure (destinée à soigner le délinquant et à protéger la société par rapport à la peine d'emprisonnement à vie qui a surtout un but de prévention spéciale et générale) a été fortement mise en doute par les spécialistes. Elle a été appliquée quatre fois jusqu'à aujourd'hui (18 octobre 2012). En effet, le code pénal suisse consacre déjà à son article 64 al. 1 une mesure d'internement « simple » qui peut être prononcée dans les cas les plus graves avec une vraisemblance de récidive. La procédure de libération étant particulièrement stricte mais permettant de libérer une personne considérée comme guérie alors que l'internement à vie ne permet pas de libérer une personne soignée, sauf s'il existe des nouveautés scientifiques permettant de traiter l'auteur, afin qu'il ne constitue plus un danger pour la collectivité.
Dans les deux cas, l'exécution de la peine, en principe sans libération conditionnelle possible, précède l'exécution de la mesure. L'internement est généralement considéré comme la sanction la plus grave prévue par la législation suisse[citation nécessaire] ; toutefois, elle n'est prononcée que très exceptionnellement, tout comme la peine privative de liberté à vie[réf. nécessaire]. Les cas de libération étant très rares[citation nécessaire], on peut en pratique comparer l'internement à l'emprisonnement à perpétuité réelle[réf. nécessaire].

## Pays sans peine à perpétuité

### Bolivie
En Bolivie, la peine maximale est de trente ans d'emprisonnement.

### Bosnie-Herzégovine
Avant que la Bosnie-Herzégovine devienne indépendante en 1992, le temps maximal passé en prison était de 20 ans. Ce temps maximal est passé à 40 ans depuis l'indépendance ; cependant, aucun détenu n'a fait plus de 10 à 20 ans, la plupart d'entre eux sont pardonnés pour bonne conduite.

### Brésil
Au Brésil, la constitution interdit d'emprisonner quelqu'un plus de trente ans[réf. nécessaire].

### Colombie
En Colombie, la peine maximale est de 60 ans de prison.
C'est de cette sentence que le pire tueur en série du monde, soupçonné d'avoir tué plus de 140 garçons, a écopé, avant qu'il ne bénéficie d'un aménagement de peine, la repoussant à 22 ans de prison.[réf. souhaitée]

### Croatie
La condamnation maximale en Croatie est de 40 ans.

### Espagne
L'Espagne fait l'objet d'un système de peines symboliques qui lui vaut de nombreuses places dans le livre des records. Les criminels sont condamnés à des siècles voire des millénaires d’emprisonnement. La loi explique pourtant clairement que tout condamné sera obligatoirement libéré au bout de 40 ans, obligeant ainsi les juridictions d'application des peines à les libérer bien avant quarante ans pour les réinsérer socialement.
Les trois principaux responsables des attentats de Madrid du 11 mars 2004 ont été condamnés à 34 715 années de prison chacun.

### Équateur
En Équateur, la peine maximale est de trente-quatre ans et demi de prison.

### Macao
La sentence maximale d'emprisonnement à Macao est de trente années.

### Monténégro
La peine maximale d'emprisonnement est de vingt ans au Monténégro. Toutefois, une peine de trente ans peut être imposée à l'initiative du tribunal dans les cas de meurtre aggravé, à l'exclusion des tentatives et sous réserve que le criminel soit âgé d'au moins vingt et un ans. La peine de trente ans n'est également pas applicable aux personnes « dont les capacités mentales sont substantiellement réduites ».

### Mexique
Les Mexicains ont l'habitude de parler de « prison à vie » pour toute condamnation d'au moins vingt ans de prison. Cependant, en 2007, la Cour suprême de justice de la Nation a jugé en 2001 que la perpétuité réelle était un châtiment cruel et hors d’usage, prohibant ainsi non seulement son utilisation mais aussi l'extradition d'un criminel vers un pays susceptible de la lui imposer, ce qui provoqua de nombreuses tensions avec les États-Unis, où la perpétuité réelle est très souvent utilisée. La peine maximale d'emprisonnement pour une même infraction est de 60 ans.

### Nicaragua
Au Nicaragua, la peine maximale est de 30 ans de prison.

### Norvège
La Norvège dispose du système pénal le moins sévère du monde. La peine maximale pour tout crime est de vingt et un ans d’emprisonnement, avec possibilité de sortie au bout de douze ans ; il est considéré comme marginal de purger plus de quatorze ans de prison[réf. nécessaire]. Les criminels sont également susceptibles d’obtenir des libérations le samedi et le dimanche après sept ans de prison. La Norvège permet cependant l’usage de la rétention de sûreté puisqu'il est possible de récidiver même après 21 ans. Le débat sur un éventuel durcissement de cette peine maximale a été relancé en Norvège à la suite des attentats d'Oslo le 22 juillet 2011.

### Portugal
La peine maximale d’emprisonnement au Portugal est de 20 ans, ou 25 ans dans des circonstances exceptionnelles. Les peines dont la durée est indéterminée ou perpétuelle sont interdites par l'article 30 de la Constitution. Pour une extradition, la justice portugaise doit avoir la certitude diplomatique que les seuils de 20 ou 25 ans ne seront pas dépassés.

### Salvador
Au Salvador, la peine maximale est de 50 ans de prison, notamment pour avortement, qui peut être qualifié d’homicide volontaire aggravé.

### Suriname
Depuis l'abolition de la peine de mort, la peine maximale au Suriname est passée de 30 à 100 ans de prison.

### Ukraine
En Ukraine, la peine maximale est de 25 ans de prison.

### Uruguay
La peine maximale légale est de 30 ans d'emprisonnement en Uruguay.

### Venezuela
La condamnation maximale est de 30 ans d'emprisonnement au Venezuela.

## Prohibition par la CEDH
Le 9 juillet 2013, la Cour européenne des droits de l'homme condamne le Royaume-Uni pour sa législation sur la condamnation à perpétuité, l'estimant incompatible avec l'article 3 de la Convention européenne des droits de l'homme. Elle juge qu'« il faut qu'il y ait une possibilité de libération et une possibilité de réexamen », ce qui rend ipso facto inconventionnelles toutes législations d'un pays du Conseil de l'Europe permettant une condamnation à perpétuité sans possibilité de réinsertion.